# ドミニク・アレン
ドミニク・アレン（Dominic Allen、2月21日 - ）は、日本の男性声優、ナレーター、DJ。

## 来歴・人物
東京都出身。国籍はアメリカ。星美学園短期大学卒業。
日本語、英語、ドイツ語に堪能。
身長175cm。趣味・特技はギター、DJ、オートバイ、旅行。
資格はパソコンアメリカライセンス。

## 出演
太字はメインキャラクター

### 劇場アニメ
- 名探偵コナン 紺青の拳（2019年、リシ・ラマナサン〈英語台詞〉）
- 名探偵コナン 緋色の弾丸（2021年、リポーター）

### ゲーム
- 悪魔城ドラキュラ THE ARCADE
- ARMS（マックスブラス）
- バーチャファイター4シリーズ（ブラッド・バーンズ）
- バーチャファイター5シリーズ（ブラッド・バーンズ）
- FATAL FRAME BASED ON A TRUE STORY./零 제로/Project ZERO（雛咲真冬）[2]

### ナレーション
- NHK「新基礎英語」
- JAL
- 三省堂
- ベネッセ
- ホンダ Spike Mobilio
- アコム むじんくん
- コカ・コーラ『ジョージア』
- ジャスダック
- 大塚製薬
- ジャパンタイムス
- コニカ
- コマツ
- 三井不動産
- KDDI